# Amango Gira 2008
Amango Gira 2008 es la gira que realizó el grupo juvenil Amango, recorriendo 4 ciudades de Chile en verano 2008: Iquique, La Serena, Viña del Mar y Concepción.
Las funciones se dieron a las 20:00. Hubo 3 shows especiales, realizados en 3 Malls Plaza, Mall Plaza Oeste, Mall Plaza Antofagasta y Mall Plaza Tobalaba, estos shows se realizaron a las 19:00.

## Amango La Gira
En el documental, estrenado el miércoles 26 de marzo en el cine y el 30 de marzo en la T.V, se puede apreciar el arduo ritmo de los ensayos y las presentaciones.

## Repertorio
1. Nuestro Sueño
2. Nuevo Día
3. Sueños
4. Magdalena
5. Princesa
6. Volar
7. Destino
8. Creer en Mí
9. Vivir Así

## Fechas del Tour
Estas son las fechas del tour verano 2008:
| Diciembre              |                                         |              |               |
| 8 de diciembre de 2007 | Mall Plaza Oeste                        | Cerrillos    | 19:00         |
| Enero                  |                                         |              |               |
| 12 de enero de 2008    | Mall Plaza Antofagasta                  | Antofagasta  | 19:00         |
| 18 de enero de 2008    | Gimnasio Casa del Deporte               | Concepción   | 16:00 y 20:00 |
| 20 de enero de 2008    | Polideportivo Sausalito de Viña del Mar | Viña del Mar | 20:00         |
| Febrero                |                                         |              |               |
| 16 de febrero de 2008  | Casa del Deportista                     | Iquique      | 20:00         |
| 17 de febrero de 2008  | Coliseo Monumental                      | La Serena    | 20:00         |
| 23 de febrero de 2008  | Quinta Vergara                          | Viña del Mar | 23:00         |
| 24 de febrero de 2008  | Mall Plaza Tobalaba                     | Puente Alto  | 20.00         |

Texto Resaltado: Shows Especiales

## Shows en Teatros
| 2007                     |                   |                      |
| 5 de agosto de 2007      | Teatro Caupolicán | 15:00 y 17:00        |
| 30 de septiembre de 2007 | Teatro Teletón    | 15:00, 17:00 y 19:00 |
| 5 de julio de 2008       | Teatro Caupolicán | 16:00, 18:00 y 21:00 |

Show realizado junto a los Pulentos en el Día del Niño.